# Térédon
 (septembre 2009).

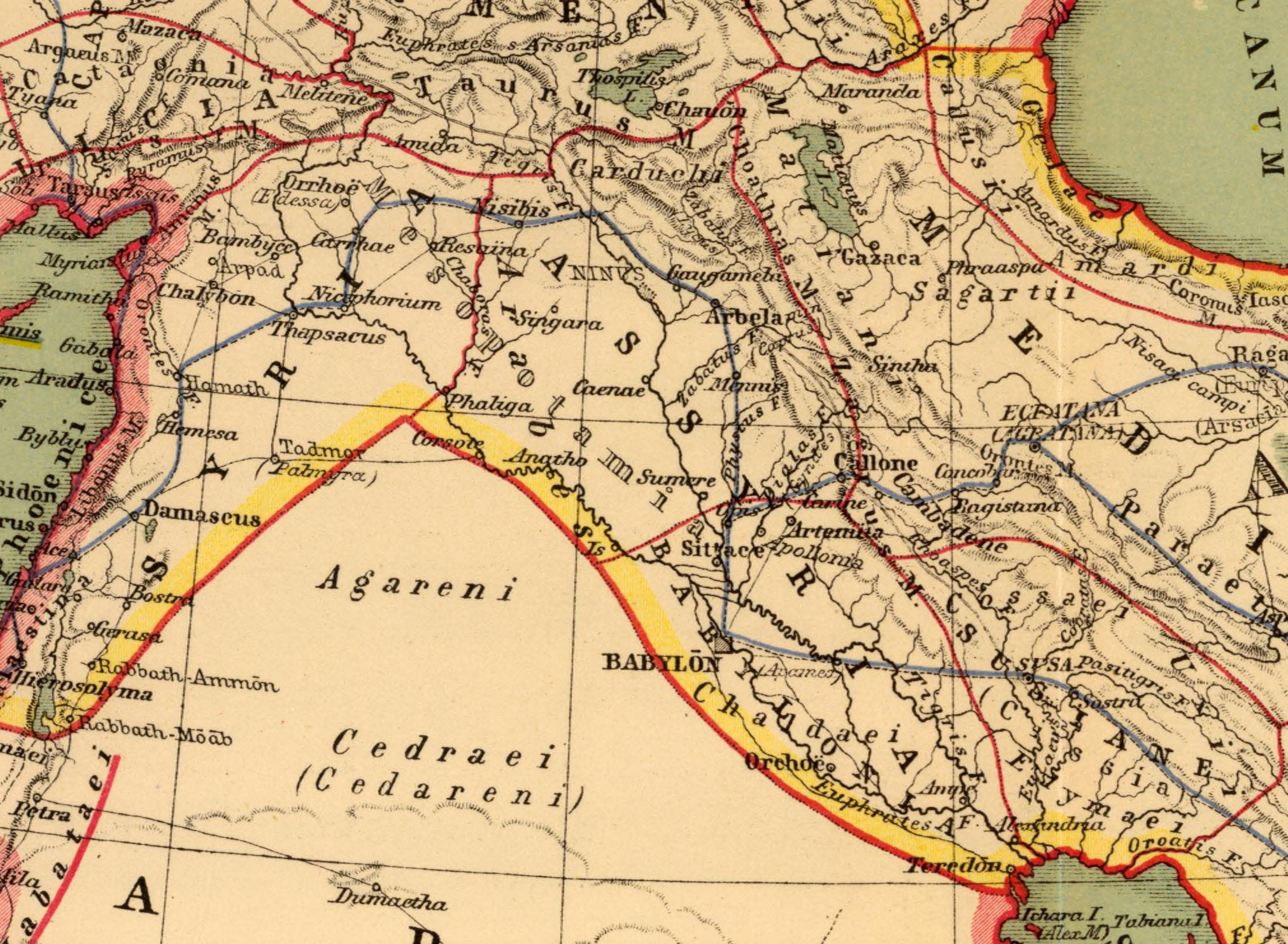
Sur la carte en 1903, le port le plus au sud est Teredōn

Térédon est le nom d'un port antique de Chaldée, qui peut être situé non loin de l'embouchure de l'Euphrate, dans la région de Bassorah.
Bérose rapporte que cette ville fut fondée par Nabuchodonosor pour se protéger des Arabes. La ville est également citée par Strabon et par Eusèbe qui explique que cette fondation était aussi destinée à favoriser le commerce vers l'Est.
Arrien mentionne la ville sous le nom de Diritotis et précise que c'était un centre de commerce d'encens.